# Annales Bertiniani
Annales Bertiniani (slovensko Sanbertinski letopisi) so poznokarolinški frankovski letopisi, najdeni v opatiji Saint-Bertin v Saint-Omerju v Franciji, po kateri so dobili ime. Letopisi pokrivajo obdobje od leta 830 do 882 in so nadaljevanje Letopisov Frankovskega kraljestva (Annales regni Francorum), ki pokrivajo obdobje od leta 741 do 829. Sanbertinski letopisi so na voljo v Monumenta Germaniae Historica (Waitz 1883) in v poznejši francoski izdaji, ki vsebuje tudi novo odkriti rokopis (Grat 1964). Sanbertinski letopisi so eden od glavnih virov frankovske zgodovine 9. stoletja in še posebej dobro opisujejo dogodke v zahodnofrankovski sferi Karla Plešastega. Fuldski letopisi (Annales Fuldenses) se običajno štejejo za  vzhodnofrankovski dvojnik zahodnofrankovskega letopisa.

## Avtorstvo in rokopis
Domneva se, da so letopise prvi pisali pisarji na dvoru Ludvika Pobožnega. Nobenega dvoma ni, da so jih pozneje nadaljevali pisati kot samostojno pripoved. Od zgodnjih 840. let so se sčasoma  nekoliko osamosvojili od dvora, najprej Prudencij iz Troyesa († 861) in nato Hincmar iz Reimsa (do leta 882). Nekaj znakov kaže, da je izvirno besedilo letopisov pod Hincmarjevim nadzorom doživelo vsaj nekaj manjših sprememb.

## Vsebina
V besedilih so opisani boji med Karolingi, njihov odnos do rimske cerkve in vpadi tujcev iz sosedjih regij. Med slednjimi so bile predvsem različne  
vojaške skupine iz Skandinavije, ki jih zdaj popularno imenujemo Vikingi.

### Vpadi Skandinavcev
V 9. stoletju so Vikingi redno pustošile Frizijo ter pluli po rekah, kot so Sena, Loara in Ren, in pustošile v notranjosti države. Po letu 841 samo  v letih 874 in 875 ni nobenih zapisov o dejavnosti Vikingov.
Osredotočenost Vikingov na cerkvena središča, v katerih so domnevno hranili ogromno premičnega bogastva, je nekatere zgodovinarje napeljala na domnevo, da so tedanji pisci virov, se pravi duhovščina, pretiravali s svojimi poročili o napadih. Večina današnjih zgodovinarjev verjame, da so Vikingi karolinškemu režimu predstavljali komaj kaj več kot vztrajno, vendar zanemarljivo vojaško grožnjo.

### Rusija
Sanbertinski letopisi  vsebujejo eno od najzgodnejših pisnih omemb Rusije. Letopisi omenjajo, da je skupina odposlancev cesarju izročila pismo, v katerem so se imenovali Ros (qi se, id est gentem suam, Rhos vocari dicebant). Poslani so bili v Konstantinopel, zdaj pa so se bali vrniti domov po isti poti, ker ni bila varna. Upali so, da bodo dobili soglasje Frankov za potovanje preko Nemčije. V kraljevi rezidenci v Ingelheimu blizu Mainza jih je izprašal frankovski cesar Ludvik Pobožni, saj je sumil, da so morda izvidniki (exploratores). Cesar se je odločil, da jih bo zadržal, dokler se ne ugotovi, s kakšnim namenom so v resnici prišli. Odposlanci se v drugih virih ne omenjajo. Dogodek je omenjen pod letom 839.
Letopisi se končujejo z letom 882, ko je bil ostareli in slabotni Hincmar prisiljen pobegniti iz svoje stolnice v Reimsu pred bližajočimi se vikinškimi napadalci.  Učeni škof je kmalu zatem umrl v Épernayu in pisanje se ni nadaljevalo.
Letopisi  so eden od petih večjih neodvisnih pripovedi iz poznega 9. stoletja. Drugi so:
- Annales Fuldenses (838-901)
- Annales Vedastini (874-900)
- Annales Xantenses (832-874)
- Kronika Regina Prümskega (870-906)